# خروبه بودواو
خروبه بودواو (به عربی: خروبة بودواو) یک شهرداری در الجزایر است که در استان بومرداس واقع شده‌است. خروبه بودواو ۸٬۱۴۳ نفر جمعیت دارد.